# Juventus Esporte Clube
Juventus Esporte Clube foi uma agremiação esportiva da cidade de Macapá, capital do estado do Amapá, fundada em 1955. Atualmente o clube está extinto.

## História
Foi fundado em 1955, ganhando a 2ª Divisão Amapaense logo no ano de sua fundação. Após isso a quipe participou do Campeonato Amapaense onde ganhou títulos 3 vezes: (1964, 1966 e 1967).Nos anos 70 o clube foi extinto,a razão pela extinção foi decorrente de uma divergência entre os padres do PIME e o treinador Humberto Santos, que se uniu a outros esportistas e trouxe a Sociedade Esportiva e Recreativa São José de volta aos gramados amapaenses, já que a agremiação fundada por Messias do Espírito Santos estava licenciada.

## Títulos
| ESTADUAIS | ESTADUAIS                              | ESTADUAIS | ESTADUAIS        |
|           | Competição                             | Títulos   | Temporadas       |
| --------- | -------------------------------------- | --------- | ---------------- |
|           | Campeonato Amapaense                   | 3         | 1964,1966 e 1967 |
|           | Campeonato Amapaense - 2º Divisão      | 1         | 1955             |
|           | Torneio Início do Campeonato Amapaense | 1         | 1963             |